# 假面騎士V3
《假面騎士V3》是1973年（昭和48年）2月17日至1974年（昭和49年）2月9日，每週六晚間19:30至20:00於每日放送播映，由東映製作的特攝劇集，全52集，香港由麗的電視中文台（亞洲電視本港台前身）於1975年至1977年期間播映。

## 概要
本片為「假面騎士系列」第二部作品，也是掀起一大熱潮的前作《假面騎士》的直接續篇。且為承繼前作之勢，並引發重大牽引效果迎向變身英雄熱潮頂點的作品。主角的強烈角色特性，也在歷代系列作品中擁有高知名度。而主要播映頻道關西圏的每日放送，也創下系列最高收視率38%的紀錄，至今尚未打破。

## 故事大綱
主角「風見志郎」目睹邪惡組織「迪斯特龍」將其全家殺害，當他被迪斯特龍派來的怪人襲擊時，本鄉猛（志郎的城南大學生物系學長）變身為假面騎士1號及時趕到，並與2號一文字隼人聯手將他救出，其後，志郎要求兩位假面騎士讓他成為改造人為家人報仇，但1號與2號卻因為不希望再讓他人承受身為改造人的痛苦，而拒絕了志郎的要求。
之後，假面騎士1、2號潛入迪斯特龍基地。志郎隨後追踪，當兩位假面騎士誤闖陷阱時，志郎及時前來搭救，但他卻被迪斯特龍的改造人破壞光線所擊中，身受重傷。為了挽救志郎的性命，兩人別無選擇，就在基地內將他改造，當手術完成，迪斯特龍的炮龜怪人卻也一砲將基地轟毀，及時逃出的1號與2號陷入苦戰時，改造完成的志郎（V3）及時現身支援。但最後1號與2號則將意圖自爆的炮龜怪人一起帶進高空，消失於大爆炸中。以為兩位騎士已經犧牲的風見志郎，決心繼承兩人的遺志（但之後則確認1號與2號平安無事）成為「假面騎士V3」，與迪斯特龍周旋到底。

## 製作群
- 原作：石森章太郎
- 連載：幼稚園、冒険王
- 企画：平山亨、阿部征司（東映）
- 編劇：伊上勝、鈴木生朗、島田真之、内藤、佐伯俊道、滝沢真理、塚田正熙、海堂肇、長石多可男、平山公夫
- 導演：山田稔、奥中惇夫、塚田正熙、田口勝彦、折田至、内田一作
- 音樂：菊池俊輔
- 製作：毎日放送、東映
- 旁白：中江真司

## 主題歌
宮内洋演唱的創下120萬張的暢銷記錄，並獲得發行公司「日本哥倫比亞」唱片公司所頒的金唱片大賞。
當時主題歌的演唱者候補人選，日本哥倫比亞方面推舉出以前作留下實績的子門真人，以及當時期待的新銳歌手水木一郎，東映方面則提出由男主角宮内洋擔任，三人也都先行試錄過一段（TV片頭版長度）。最終的結果決定由宮内出線並重新錄製，而水木與宮内的試錄版本，則常在後續的「假面騎士」系列作品中使用。水木擔任前期片尾曲的演唱，子門則包括最後十集使用的片尾曲，與「曲集」（插曲專輯）中演唱的多數插曲。目前三人所演唱的各種版本均已CD化。

### 片頭曲

- 作詞：石森章太郎　作曲：菊池俊輔　演唱：宮内洋、・（SCS-192）

片頭字幕中則標記為。

### 片尾曲
第1～42集：
- 作詞：八手三郎　作曲：菊池俊輔　演唱：水木一郎、哥倫比亞搖籠會（SCS-192）

第43～52集：
- 作詞：能見佐雄　作曲：菊池俊輔　演唱：子門真人、哥倫比亞搖籠會

騎士人的專屬插曲則於片中使用，但此曲卻直到系列後續作《假面騎士X》的專輯中才正式收錄。

## 登場角色／演員

### 假面騎士與支援者
- 風見志郎（假面騎士V3）（22歲，1950年（昭和25年）5月5日出生）：宮內洋（香港麗的電視配音：黃志成；《鐵面金剛》版本：周永坤；亞視劇場版本配音：盧傑）

宮內洋後參演多數超級戰隊系列作品，含1975年初作《秘密戰隊五連者》的青連者-新命明、1977年次作《JAKQ電擊隊》的Big One-番場壯吉、1995年第19作《超力戰隊王連者》的參謀長三浦尚之。
- 結城丈二（騎士人）（《幪面超人RX》結局篇曾叫「幪面漢」，之後譯為「幪面超人4號」)（22歲，1950年（昭和25年）11月3日出生）：山口曉（＃43～51）（《鐵面金剛》版本譯名：梁吉成，配音：黃志成）

由結城丈二戴上面具，穿上強化服，變身而成的第4號騎士，又稱「假面的復仇鬼」。特色除了半露的臉之外，右手的改造手「卡式義肢」可變換為鋏刃、勾鎖、鐮刀、電鑽、網子、流星錘等武器。
騎士人的本尊結城丈二，原為「迪斯特龍」的科學家。因才華出眾而引起鎧甲元帥對他設計陷害，也導致右手遭強酸腐蝕，所幸被其他同僚救出。原本一心只想向鎧甲元帥報仇，但經過V3的勸導感化後，決定拋棄仇恨，為人類和平而戰。於第51集中，為了阻止摧毀東京的普拉頓火箭，而在火箭內丟炸彈自爆、壯烈犧牲（但在村枝賢一的漫畫作品《假面騎士Spirits》中則表明其並沒有死，但失去了記憶，之後再與復活的鎧甲元帥的戰鬥中取回記憶，並再次變身成騎士人）。
擁有智商高達201的結城丈二，是天才橫溢的毒蠍幫科學家，才華出眾，深得下屬們的愛戴，也被譽為毒蠍幫的明日之星！但亦由於這個原因，而招來大幹部鎧甲元帥的不安及妒忌，以為結城會要脅到自己的地位，所以他視結城為眼中釘，然而此事結城卻毫不知情。而身為孤兒的結城，更因自小被毒蠍幫收養成才，加上他亦深信毒蠍幫會造福人群，因而對毒蠍幫心懷感激，絕對忠誠。
隨著鎧甲元帥因為作戰連串失利，他害怕被大首領責罰而需要找一個替死鬼，於是他盯上了結城。他以叛亂份子的罪名，囚禁結城，百般折磨，最後更用溶液，將結城的右手溶掉！幸好結城得到他的下屬及時將他救出來，並逃入水渠之中，來到一間房子。下屬們見到結城痛失右手，痛苦萬分，唯有替他進行改造，將他的右臂改造，將早前由他開發出來的萬用手臂裝上。可惜，當改造完成之後，毒蠍幫的戰鬥員便殺到，他的三位下屬都慘遭殺害！結城見狀便馬上變身，戴上頭盔、穿上強化服，以「復仇之鬼」之名迎擊。
打倒敵人後，結城便開始了向毒蠍幫展開報復！處處針對毒蠍幫行動，期間更遇上風見志郎，也就是幪面超人V3。然而結城對風見不存好感，使致二人大打出手。幸好結城最終都能認清毒蠍幫的真面目，於是他決定與大首領恩斷義絕，和V3冰釋前嫌，一同合作打擊毒蠍黨。
毒蠍幫被結城丈二與風見志郎聯手打擊，大為受挫，為求反擊，只好祭出絕招－導彈！結城為了阻止導彈引爆，於是他便到控制室，將導彈駛走並引爆，壯烈犧牲！V3痛失戰友，為了紀念結城，便封他為假面騎士四號！（至於在後面的《假面騎士》系列作品中，結城再次回歸，當中並無解釋當初為何結城會沒有死）
起動能源︰
由於結城並沒有進行全身式的改造，只有改造了手臂，所以無需什麼起動能源，變身比較簡單，只需在腰帶取出頭盔，戴在頭上就成了。至於強化服，就會在戴上頭盔後自動生成，覆蓋全身。
技能與必殺技︰
相對於其他騎士，騎士人因為只有改造手臂，因此並沒有類似其他騎士的必殺技，所有技能和必殺技主要是依靠改造手臂來達成。值得一提的是，騎士人在改造手臂進行轉換的時候，是有三秒完全無防備的真空期，換句話說，此三秒的真空期就成為了騎士人的弱點。
改造手臂︰
改造手臂由結城於毒蠍幫工作時研發，是毒蠍幫的實驗產品，不過後來便安裝到結城身上。手臂擁有轉換功能，可以轉變為不同型態，而轉換手臂型態所需的裝備，就收藏在腰帶左右兩邊的小型包之中。
- 本鄉猛（假面騎士1號）（24歲，1948年（昭和23年）8月15日出生）：藤岡弘（＃1、2、21、33、34）
- 一文字隼人（假面騎士2號）（23歲，1949年（昭和24年）10月10日出生）：佐佐木剛（＃1、2、21、33、34）
- 立花藤兵衛：小林昭二（香港麗的電視版本配音：周永坤）
- 珠純子：小野日出
- 珠茂：川口英樹（＃4～52）
- 佐久間健：川島健

### 迪斯特龍
- 迪斯特龍首領：＜配音＞納谷悟朗
- G博士：千波丈太郎（＃13～30）（香港麗的電視版本配音：葉少榮）
- 牙男爵：鄉鍈治（＃31～35）
- 蝙蝠僧：富士乃幸雄（＃36～40）
- 盔甲元帥：中村文彌（＃40～52）

## 動作演員
- 假面騎士V3：中屋敷鉄也、中村祐（僅第1、2集）
- 騎士人：山口曉、新堀和男（武打場景替身）

## 電影版
- 《假面騎士V3》（仮面ライダーV3，1973年3月17日上映）

將電視版的第2集以「東映まんがまつり」其中一篇名義上映。
- 《假面騎士V3對迪斯特龍怪人》（仮面ライダーV3対デストロン怪人，1973年7月18日上映）
  - 導演：山田稔
  - 編劇：伊上勝

登場怪人：大砲野牛怪人（配音：八代駿）、鍘刀恐龍怪人（配音：辻村真人）、毒針蜘蛛怪人（人類型態：中村文弥／配音：西崎章治）

## 其他作品客演
- 《假面騎士X》第27、28、33、34集，電影版（第5集為回想畫面中登場）
- 《フィンガー5の大冒険》
- 《假面騎士強人》第35、37、39集
- 《全員集合！假面七騎士！！》（特別篇）
- 《撲克電撃隊VS五連者》僅有照片登場。
- 《假面騎士》（天空騎士）第23、27、28、34、35、54集，電影版（第27、28集配音：島田敏、54集配音：市川治／電影版配音：倉口佳三）
- 《假面騎士SUPER 1》電影版
- 《10號誕生！假面騎士全員集合！！》（特別篇）
- 《假面騎士BLACK RX》第41～47集（44集配音：鳥居賞也）
- 電影版《假面騎士DECADE 全騎士對大修卡》（配音：田中大文）

此外，在《假面騎士×假面騎士 W&DECADE MOVIE大戰2010》雖未直接登場，卻成為主角門矢士所持有的其中一張騎士卡片。不過這應為劇情中敗給DECADE激情態後，而遭到封印的結果。
- 《OOO‧電王‧全騎士  Let's Go假面騎士》（配音：宮內洋）

假面騎士誕生40周年、東映建立60周年紀念的電影版作品。片中風見志郎雖未登場，但V3仍為宮內洋本人配音。
- 《幪面超人×幪面超人 Fourze & OOO MOVIE大戰 MEGA MAX》（配音：田中大文）

與強人等六位幪面超人一起追擊財團X，支援Fourze與OOO去決戰超銀河王。
由於V3的高人氣與知名度，在假面騎士系列中客演頻率極高（最多者為騎士2號的27次，V3以21次居次），並常擔任新舊騎士的「傳承」角色。《強人》第35集中，宮內洋並有許久未出現的騎乘中放開機車龍頭變身畫面。變身前的風見志郎一角也在許多作品中露臉，而即使僅有變身後騎士登場的《天空騎士》第23集與《SUPER 1》電影版中，也仍由宮内洋自己配音。

## 電玩版
萬代在PlayStation平台上推出的《V3》3D格闘動作遊戲，於2000年9月18日發售，由KAZe所製作。遊戲系統以1998年發售的格鬥遊戲「假面騎士」（以下簡稱「前作」）為基準，但使用角色與隱藏要素均有增加。
前作的角色語音部分，主要為運用過往的存檔資料，但本作則是除了部分之外採全新錄製。
劇情模式除了沿襲劇集內容外，還有以騎士人為主角的「騎士人篇」，以及1號、2號為主角的「特別篇」。特別編是未滿特定條件無法出現的隱藏要素，但記憶卡中若有前作的記錄檔，可自一開始即能選擇進入此模式。

### 配音
- 風見志郎／假面騎士V3：宮内洋
- 本郷猛／假面騎士1號：藤岡弘
- 一文字隼人／假面騎士2號：佐佐木剛
- 結城丈二／騎士人：古田信幸
- 立花藤兵衛：小林昭二
- 剪刀美洲虎怪人：菅原淳一
- 砲龜怪人：山口健
- 蛤蟆鍋爐怪人：中博史
- G博士／雷射蟹怪人：細井治
- 劍齒虎怪人：元原香代美
- 磁石野豬怪人、原始虎怪人：うすいたかやす
- 翼大僧正／死人蝙蝠：中博史
- 鎌首龜怪人：谷昌樹
- 犀牛坦克怪人：中西哲
- 盔甲元帥／ザリガーナ：乃村健次
- 迪斯特龍首領：納谷悟朗
- 旁白：中江真司

## 特別事件
1975年7月26日，本片在香港播映時由於兩名兒童在土瓜灣九龍城道66號B六層高的唐樓天台（現址已重建為新世界發展及市區重建局的住宅物業瑧尚和U PLACE商場）因模仿假面騎士的必殺技「騎士踢」時不慎墜樓造成一死一傷，令家長、校方及香港各界人士歸咎於「電視台播映暴力片集，荼毒本土青少年」。丽的電視在群眾聲討和香港政府命令下，唯有向輿論屈服，於同年7月29日宣告停播《假面騎士V3》。此事件導致之後在香港所播映的日本特攝劇集時，港譯片名都刻意迴避使用含有「超人」字眼的名稱，多以「俠士」、「戰士」等稱號代之，如《電腦奇俠》及《彩虹化身俠》等。而丽的電視後來於1976年10月復播本片時，則改名為《鐵面金剛》。直至之後播出昭和時代後期作品時，才恢復《幪面超人》的譯名。

## 相關作品
- 《閃電騎士V3》

台灣東星電影公司與東映合作拍攝的三部假面騎士電影中首部推出的作品，但至今仍未得到東映的官方認證。

## 關連條目
- 假面騎士系列

## 外部連結
- 東映VIDEO內置DVD特集網頁
- Kamen Rider V3 Home Page （页面存档备份，存于）（英文）